# Lorenzo Vigas
Lorenzo Vigas Castes (ur. 1967 w Méridzie) – wenezuelski reżyser, scenarzysta i producent filmowy. 

## Życiorys
Przyszedł na świat w wenezuelskiej Méridzie jako syn malarza Oswaldo Vigasa. W 1994 ukończył biologię molekularną na University of Tampa na Florydzie. Od 1995 studiował filmoznawstwo na Uniwersytecie Nowojorskim i kręcił filmy eksperymentalne. W 1998 powrócił do rodzinnej Wenezueli, gdzie reżyserował filmy dokumentalne i reklamy.
W 2004 nakręcił w Meksyku krótkometrażowy film Słonie nigdy nie zapominają. Film ten, wyprodukowany przez Guillermo Arriagę, miał swoją premierę na 57. MFF w Cannes.
Debiut fabularny Vigasa, Z daleka (2015), przyniósł mu Złotego Lwa na 72. MFF w Wenecji. Film opowiadał o niecodziennej relacji pomiędzy dojrzałym mężczyzną a nastoletnim chuliganem. 
Rok później na 73. MFF w Wenecji reżyser zasiadał w jury konkursu głównego i zaprezentował film dokumentalny o swoim ojcu Sprzedawca orchidei (2016).

## Filmografia

### Reżyser
- 2004: Słonie nigdy nie zapominają (Los elefantes nunca olvidan) - krótkometrażowy
- 2015: Z daleka (Desde allá)[2]
- 2016: Sprzedawca orchidei (El vendedor de orquídeas) - dokumentalny[2]
- 2021: Skrzynka (La caja)